# Mariano Faraone
Mariano Faraone (Lucca Sicula, 14 ottobre 1923 – 17 novembre 2002) è stato un calciatore italiano, di ruolo portiere.

## Carriera
Cresciuto nelle giovanili del Padova, dove milita a partire dal 1942, esordisce in prima squadra nel Campionato Alta Italia 1944 disputando la partita Padova-Legnano (7-1) del 9 gennaio 1944; rimane la sua unica presenza nel torneo.
Terminata la guerra, milita nel Montebelluna e di nuovo nel Padova fino al 1946, quando si trasferisce al Varese, militante nel campionato di Serie B. Con i lombardi disputa 25 partite nel campionato 1946-1947, alternandosi con Carlo Facchin, e a fine stagione torna al Padova, dove viene nuovamente relegato al ruolo di riserva di Albano Luisetto: disputa solamente la seconda partita di campionato, il 21 settembre 1947, sul campo del Prato, e a fine stagione i veneti vengono promossi in Serie A.
Lasciata Padova, milita per un'annata nelle file dell'Arsenaltaranto, sempre in Serie B, condividendo il ruolo di titolare con il collega Tedeschi e disputando 21 partite di campionato. In seguito gioca in Serie C nella Gallaratese, da dove lo preleva il Piacenza nel gennaio 1952. Impiegato nel girone di ritorno come titolare al posto di Luigi Saletti, conclude il campionato al primo posto in classifica con gli emiliani, che mancano la promozione in Serie B giungendo secondi nel girone finale.
Nel 1952 passa al Lanciotto, e dopo un periodo di inattività nel settembre 1954 viene ingaggiato dal Lecco, a causa degli infortuni dei colleghi Maffeis e Pelucchi.
In carriera ha disputato una partita nel campionato di guerra e 47 partite in Serie B.

## Palmarès

### Club

#### Competizioni nazionali
- Serie C: 1

Piacenza: 1951-1952
- Serie B: 1

Padova: 1947-1948